# Vaanes I Genúnio
Vaanes I (em latim: Vaanes; em grego: Βαάνης; romaniz.: Baánēs; em armênio: Վահան; romaniz.: Vahan) foi um nobre armênio (nacarar) do século V da família Genúnio.

## Nome
Vaanes (Vaanēs; Βαάνης, Baánēs) é a forma latina do teofórico armênio Vaã (Վահան, Vahan), ligado a Vaagne (Վահագն, Vahagn), o deus armênio, cujo nome derivou do parta Varragne (*Warhragn) / Vartagne (*Warθagn), do persa antigo Vertragna (Vṛθragna) e do avéstico Veretragna (𐬬𐬆𐬭𐬆𐬚𐬭𐬀𐬖𐬥𐬀, vərəθraγna), o deus iraniano da vitória. Como teofórico, também foi citado em armênio como Verã (Վռամ Vṙām), em persa médio como Vararã (𐭥𐭫𐭧𐭫𐭠𐭭, Waraḥrān) e Varã (𐭥𐭠𐭧𐭫𐭠𐭬, Waḥrām), em grego como Boanes (Βοάνης, Boánēs), Baranes (Βαρανης, Baranēs), Baânio (Βαάνιος, Baánios), Uarrames / Varrames (Ουαρράμης, Ouarrámēs), Barã (Βάραμ, Báram), Baramo (Βάραμος, Báramos) e Baram(a)anes (Βαραμ(a)άνης, Baram(a)ánēs), em georgiano como Barã (ბარამ, Baram),  em latim como Veramo (Veramus) e Vararanes e em persa novo como Barã (بهرام, Bahrām).

## Contexto

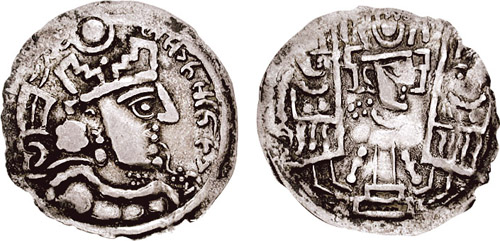
Dracma de r.

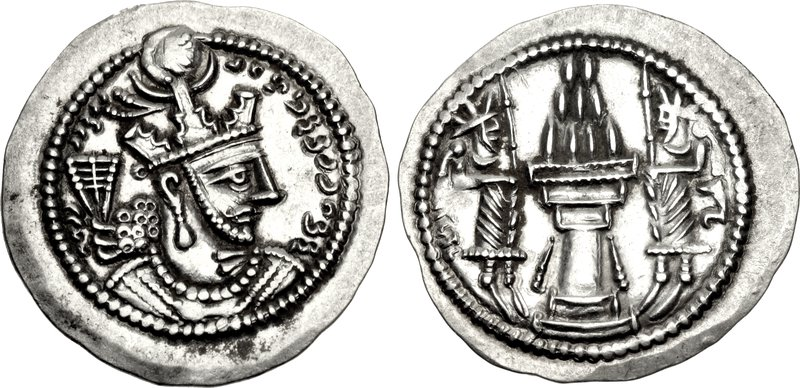
Dracma de r.

Em 428, os nacarares da Armênia peticionaram ao xainxá Vararanes V (r. 420–438) para que destronasse o rei Artaxias IV (r. 422–428) e abolisse a dinastia arsácida. Para governar o país, Vemir-Sapor foi nomeado como marzobã e e Vaanes II foi designado à tenência real. Vemir-Sapor morreu em 442, após uma administração considerada justa e liberal, na qual conseguiu manter a ordem sem ferir o sentimento nacional de frente. Vasaces I substituiu-o como marzobã. Vararanes permitiu a manutenção do cristianismo, enquanto procurava acabar com a influência do Império Bizantino sobre a Igreja da Armênia ao anexá-la à Igreja do Oriente. Contudo, seu filho e sucessor, Isdigerdes II (r. 438–457), era um pietista masdeísta e se comprometeu a impor o masdeísmo na Armênia, exigindo que a nobreza apostatasse e fundando templos de fogo sobre igrejas.

## Vida
A parentela de Vaanes é desconhecida, exceto que pertencia à família Genúnio. Foi um dos nobres que lutaram na revolta de Vardanes II Mamicônio (450–451) contra Isdigerdes II e suas políticas religiosas. Esteve presente na decisiva Batalha de Avarair de 26 de maio de 451. Foi executado por ordens dos sassânidas devido a sua fé; Lázaro de Farpe também alude a seu martírio.